# Líbeznice
Líbeznice (en allemand : Libesnitz, Rotkirchen ou Rothkirchen) est une commune du district de Prague-Est, dans la région de Bohême-Centrale, en République tchèque. Sa population s'élevait à 2 953 habitants en 2020.

## Géographie
Líbeznice se trouve à 6 km à l'est-nord-est de Klecany, à 12 km à l'ouest de Brandýs nad Labem-Stará Boleslav et à 12,5 km au nord-nord-est du centre de Prague.
La commune est limitée par Bašť au nord-ouest et au nord, par Zlonín au nord, par Měšice à l'est, par Hovorčovice au sud-est, par Bořanovice au sud et au sud-ouest.

## Histoire
La première mention écrite de la localité date de 1236.

## Transports
Par la route, Líbeznice se trouve à 7 km de Klecany, à 13,5 km de Brandýs nad Labem-Stará Boleslav et à 15,5 km du centre de Prague.